# Zisterzienserkloster Szpetal
Das Zisterzienserkloster Szpetal (auch: St. Godehard oder St. Gotthard) war von 1228 bis 1285 ein Kloster der Zisterzienser in Szpetal (Szpetal Dolny) bei Leslau in Polen.

## Geschichte
Das 1228 an der Weichsel bei Leslau (polnisch: Włocławek) gestiftete Kloster Sankt Godehard trug Sorge für ein Krankenhaus, woraus sich der Ortsname Szpetal (Spital) entwickelte. Die Mönche kamen aus dem Kloster Georgenthal. 1252 wurde der Konvent dem Kloster Sulejów unterstellt und 1285 in das Kloster Byszew (Bischau) inkorporiert, das drei Jahre später nach Koronowo verlegt wurde. Im frühen 14. Jahrhundert kam es in Szpetal zum Erlöschen des Klosters, an das in Szpetal Dolny (Unter-Spital) nur noch der Straßenname „Cysterska“ erinnert.